# Habakuk (imię)
Habakuk, Abakuk, Ambakuk – hebrajskie imię męskie o niejasnej etymologii, przypuszczalnie pochodzące z akadyjskiego, w którym hambakūku oznaczał jakąś pachnącą roślinę, cynamon.
Habakuk w innych językach:
- angielski – Habakkuk[3]
- rosyjski – Авва́кум (Awwakum), Обак[4].

Habakuk, Abakuk, Ambakuk imieniny obchodzi 15 stycznia.

## Osoby noszące imię Habakuk
- Habakuk – prorok Starego Testamentu[3]
- Awwakum Pietrow – rosyjski pisarz, protopop Jurewca Powołżskiego.